# В ім'я батька (фільм)
«В ім'я батька» (англ. In the Name of the Father) — кінофільм режисера Джима Шерідана, що вийшов на екрани у 1993 році. Екранізація автобіографічного роману Джері Конлона «Proved Innocent: The Story of Gerry Conlon of the Guildford Four». Ця історія базується на історичних фактах. Фільм відтворює хроніку судової помилки і є одним з найважливіших моментів у кар'єрі Джима Шерідана. Фільм «В ім'я батька» є дошкульною і безкомпромісною критикою британської судової системи 1970-х років. На 1 березня 2024 року фільм займав 193-тю позицію у списку 250 кращих фільмів за версією IMDb.

## Сюжет фільму
Дія відбувається у 70-х роках XX століття. У Лондоні вибухнула ще одна бомба підкладена бійцями ІРА. Поліція арештує двох двадцятилітніх хіпі, оскільки до Лондона хлопці прибули з Белфасту, цей факт в очах слідчих стає обтяжливою обставиною. У ході жорстокого розслідування хлопці визнали себе винними й — попри існуючі докази невинності — їх, та їх близьких, засудили до багаторічних тюремних ув'язнень. У в'язниці помирає батько Джері Конлона — Джузеппе.
У фільмі грають актори: Денієл Дей-Льюїс у ролі Джері Конлона, Піт Поселтвейт грає роль батька Джузеппе Конлона і Емма Томпсон у ролі адвоката Гарет Пірс.

## Нагороди
Кінофільм отримав Золотого ведмедя на Берлінському фестивалі в 1994 році й був номінований сім разів на премію Оскар.

## Навколо фільму
- Готуючись до своєї ролі, Денієл Дей-Льюїс втратив майже 14 кг і провів багато ночей у тюремній камері, де його кидали у воду й обливали словесним брудом.
- Актори, які у фільмі грають роль батька і сина майже однолітки. Насправді Піт Поселтвейт був тільки на 11 років старшим від Денієла Дей-Льюїса.
- У титрах фільму ім'я батька «Giuseppe Conlon» написано неправильно, як «Guiseppe».